# Christine Hà
Christine Hà, née le 9 mai 1979 aux États-Unis, est une cheffe cuisinière et écrivaine culinaire américaine, d’origine vietnamienne. 
En 2012, elle gagne la finale de la troisième saison de MasterChef, devenant la première personne non voyante à gagner ce concours. L'année d'après, elle publie Recipes from My Home Kitchen.
Entre 2020 et 2023, elle ouvre trois restaurants aux États-Unis et en 2024, et y devient ambassadrice culinaire. 

## Biographie

### Enfance et éducation
Christine Hà naît aux États-Unis le 9 mai 1979, de parents vietnamiens. Sa mère décède d'une maladie lorsqu'elle a 14 ans.
Dès les années 1990, elle perd progressivement la vue en raison d’une maladie auto-immune, la neuromyélite optique, jusqu’à devenir complètement aveugle en 2007.
Elle obtient une maîtrise en beaux-arts du programme d’écriture créative de l’Université de Houston et un diplôme en administration des affaires de l’Université du Texas. 
Elle apprend à cuisiner en autodidacte durant ses années à la fac. Elle partage ses recettes et expériences sur son blog The Blind Cook, qui attire l’attention du chef Gordon Ramsay, producteur de l'émission MasterChef. Il la contacte et l'invite à y participer.

### Carrière
Christine Hà est rédactrice du magazine littéraire Gulf Coast durant ses études à l’Université de Houston. Elle est aussi rédactrice d’art et de littérature pour plusieurs magazines américains.
En 2012, elle participe à la troisième saison de MasterChef USA. Sa précision gustative et sa créativité impressionnent les jurés, dont Gordon Ramsay. Elle remporte le concours, devenant la première candidate d’origine vietnamienne et non voyante à gagner l’émission. Elle y intervient plus tard comme juge. 
En 2013, elle publie un livre de recettes qui devient un best-seller du New York Times, Recipes from My Home Kitchen, inspiré de sa double culture vietnamo-américaine. La même année, elle lance sa chaîne YouTube afin de répondre à l’intérêt croissant de ses admirateurs, qui l’interrogent régulièrement sur son quotidien en tant que personne non-voyante.
Depuis janvier 2014, elle  co-anime l'émission culinaire Four Senses à la télévision canadienne,.
Christine Hà ouvre trois restaurants aux États-Unis, dont deux consacrés à la cuisine vietnamienne. Le premier en 2020, The Blind Goat, situé à Houston, revisite la cuisine de rue vietnamienne avec des influences texanes. Le deuxième, Xin Chào, ouvert en septembre de la même année, en collaboration avec le chef Tony Nguyên, propose des plats vietnamiens ainsi que des grillades. Ces deux établissements reçoivent des nominations qui distinguent les nouveaux restaurants et les chefs remarquables. Elle ouvre le troisième en juin 2023, qu'elle appelle Stuffed Bulled.

### Notoriété
À la suite de sa victoire, Christine Hà est nommée ambassadrice culinaire des États-Unis en 2024. Dans ce rôle, elle se rend dans plusieurs pays du Moyen-Orient et d’Europe pour animer des cours de cuisine et sensibiliser aux questions du handicap. Elle prononce également un discours aux Nations unies en faveur des droits des personnes handicapées.
Au Vietnam, elle prend part à plusieurs activités professionnelles et culturelles. Elle rencontre des jeunes en formation à l’Institut Reach et cuisine avec des femmes de minorités ethniques dans le village de Ban Buot, province de Son La. Elle intervient comme membre du jury lors d’un concours de cuisine créative organisé à l’Université Huch. Elle participe également à une table ronde sur les femmes entrepreneures et les enjeux liés à l’entrepreneuriat aux États-Unis et au Vietnam.

### Vie privée
Christine Hà est mariée.

## Publications
- (en) Recipes from My Home Kitchen : Asian and American Comfort Food, Harmony/Rodale/Convergent, 2013, 224 p. (ISBN 9781623360948)

## Récompenses et distinctions
- 2012 : Gagnante de MasterChef USA, saison 3[1],[7].